# Dimitrios Partsalidis
Dimitrios „Mitsos“ Partsalidis (griechisch Δημήτρης Παρτσαλίδης, * 1905 in Trabzon; † 1980 in Athen) war ein griechischer Politiker und während des Griechischen Bürgerkrieges 1949 kurzzeitig Chef einer kommunistischen Gegenregierung.

## Abgeordneter, Metaxas – Diktatur und Zweiter Weltkrieg
Partsalidis wurde zum Abgeordneten der Nationalversammlung (Voulí ton Ellínon) gewählt, in der er die Interessen der Kommunistischen Partei Griechenlands (KKE) (Κομμουνιστικό Κόμμα Ελλάδας) vertrat.
Während der Diktatur von Ioannis Metaxas befand er sich von 1936 bis 1941 in Haft. Nach der Besetzung Griechenlands durch die deutsche Wehrmacht gehörte er der Widerstandsbewegung an und war Sekretär der Nationalen Befreiungsfront (EAM; Εθνικό Απελευθερωτικό Μέτωπο; siehe unter ELAS). Er wurde jedoch erneut gefangen genommen und in einem Konzentrationslager inhaftiert. Später war er am 12. Februar 1945 in seiner Funktion als Sekretär der EAM Mitunterzeichner des Abkommens von Varkiza, der zunächst zum Waffenstillstand zwischen der regulären Regierung und der EAM führte.

## Griechischer Bürgerkrieg und Chef einer Gegenregierung
Während des Griechischen Bürgerkrieges von Juni 1946 bis zum 9. Oktober 1949 (Ελληνικός εμφύλιος πόλεμος) war er vom 3. April 1949 bis Oktober 1950 als Nachfolger von Nikolaos Zachariadis Chef der Provisorischen demokratischen Regierung und damit „Ministerpräsident“ einer Gegenregierung zu den regulären Regierungen von Themistoklis Sofoulis, Alexandros Diomidis, Ioannis Theotokis, Sophoklis Venizelos und Nikolaos Plastiras. Nach der Niederlage der Kommunisten ging er jedoch bereits am 28. August 1949 ins Exil in die Sowjetunion. 1953 wurde er aus der KKE ausgeschlossen.

## Zeit der Militärdiktatur
Partsalidis kehrte erst 1969 nach Griechenland zurück und bekämpfte in der Folgezeit die Griechische Militärdiktatur des Oberst Georgios Papadopoulos. 1971 wurde er allerdings als Regimegegner verhaftet und erst zwei Jahre später nach dem Sturz der Militärdiktatur im Rahmen einer Amnestie aus der Haft entlassen.